# SMS Viribus Unitis
Az SMS Viribus Unitis az Császári és Királyi Haditengerészet Tegetthoff-osztályú csatahajója volt.
Az SMS Viribus Unitis a Tegetthoff-osztály első tagja volt. A világon elsőként ennél a hajónál építettek három löveget egy páncéltoronyba. Nagy tűzerejű, korszerű csatahajó volt, az Osztrák–Magyar Monarchia Haditengerészetének zászlóshajója.
1915. május 23-24-én részt vett Ancona ágyúzásában.
1918. június 8-án Horthy Miklós zászlóshajójaként egy kötelék élén indult az Otrantói-szorosban lévő tengerzár feltörésére. Miután 10-én hajnalban testvérhajóját, az SMS Szent Istvánt olasz torpedóvető motorcsónakok elsüllyesztették, a tervezett akciót a parancsnokság lefújta.
A háború vége a Viribus Unitist Pólában érte. A hajót át kellett adni a Délszláv Nemzeti Tanácsnak. Csak a délszláv származásúak maradtak a fedélzeten. 1918. október 31-ről november 1-jére virradó éjszaka olasz harci búvárok (Raffaele Rossetti őrnagy és Raffaele Paolucci hadnagy) – akik nem tudták, hogy a hajó már nem a monarchiáé – egy aknát helyeztek el a hajó fenekén, amely felrobbant. A csatahajó oldalra dőlt, s 14 perc múlva elsüllyedt. Kb. 400-an vesztették életüket a robbanásban.
A Viribus Unitis hajó 1:25 méretarányú, rendkívül igényesen kivitelezett metszetelt modellje a bécsi Heeresgeschichtliches Museumban megtekinthető. A múzeumlátogatóknak készített információs anyag szerint ez a modell a világ legnagyobb keresztmetszeti modellje.

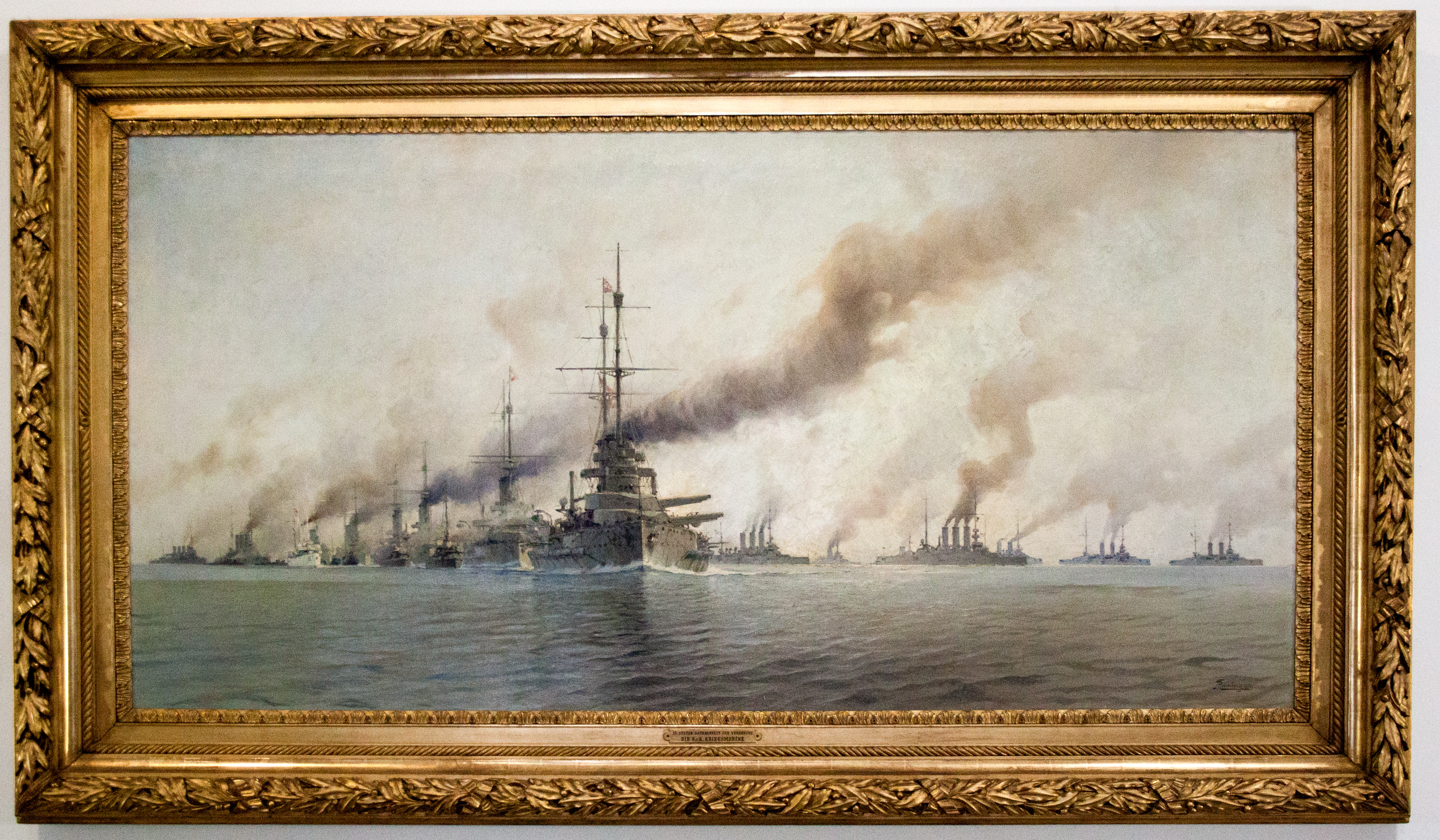
A Viribus Unitis egy csatahajó-osztag élén. August von Ramberg festménye